# Större växthuspiga
Större växthuspiga (Hippodamia convergens) är en skalbaggsart som beskrevs av Guérin-Méneville 1842. Den ingår i släktet Hippodamia och familjen nyckelpigor. Inga underarter finns listade i Catalogue of Life. Arten förekommer främst i Nordamerika, från västra Kanada söderut, även om den vid ett par tillfällen påträffats införd i Sverige.

## Beskrivning
Större växthuspiga är en avlångt halvklotformad nyckelpiga med rödgula till rödbruna täckvingar, som har 12 svarta fläckar. Undersidan, inkluderande de korta benen, är helt svart. Halsskölden är svart med vita kanter och vita längsstreck som konvergerar mot bakkroppen. Äggen är avlånga och 1 till 1,5 mm långa. Larverna är långbenta, avlånga och svarta med orangefärgade fläckar på mellankropp och bakkropp. Som mest kan de bli 7 mm långa. Pupporna är halvklotformade och orange och svarta. Könen är lika, men honorna är större, med en genomsnittlig kroppslängd på 8 mm mot hanarnas 6 mm.

## Utbredning
Större växthuspiga är en nordamerikansk art, som är vanligt förekommande från västra Kanada till Mexiko. Den har även observerats i Colombia. Arten har tillfälligt införts till Sverige, där den har påträffats en gång i Närke och en gång på Gotland, men den reproducerar sig inte. I Finland har den inte hittats.

## Ekologi
Den större växthuspigan förekommer ofta i jordbruksområden. Särskilt under höst och vår kan arten påträffas i stort antal på sjöstränder. Det förekommer att individer samlas in för att användas för biologisk bekämpning.

### Föda och predation
Den större växthuspigan livnär sig framför allt på bladlöss, men tar även sköldlöss, tripsar och växtkvalster. Larverna kan också ta larver av andra växtlevande insekter. Inför övervintringen förekommer det att de vuxna skalbaggarna äter pollen för att få i sig fett inför vinterdvalan. Själv utgör arten föda åt många fåglar. Skinnbaggar som Geocoris bullatus och Nabis alternatus kan även äta arten. Dessutom förekommer det att arten parasiteras av steklar som Perilitus coccinellae och Dinocampus coccinellae.

### Fortplantning
Arten får vanligen två generationer per år, på våren och på hösten. Under sin livstid kan en hona lägga mellan 200 och 500 ägg. Tiden mellan ägg och fullbildad insekt är 4 till 7 veckor. Höstgenerationen övervintrar.

## Bildgalleri

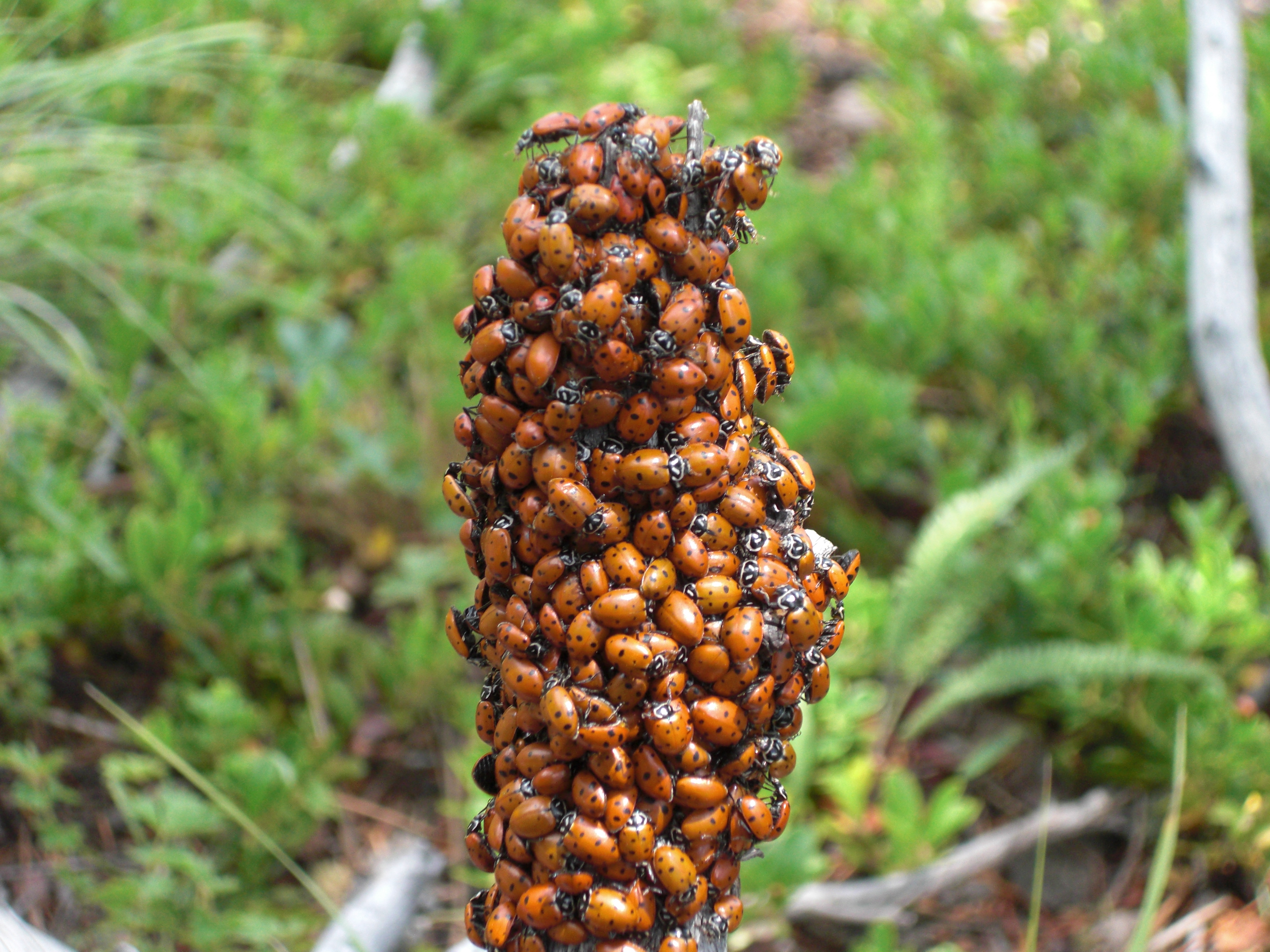
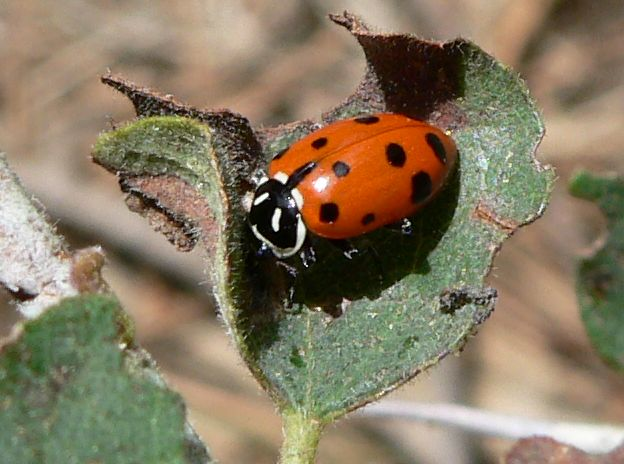
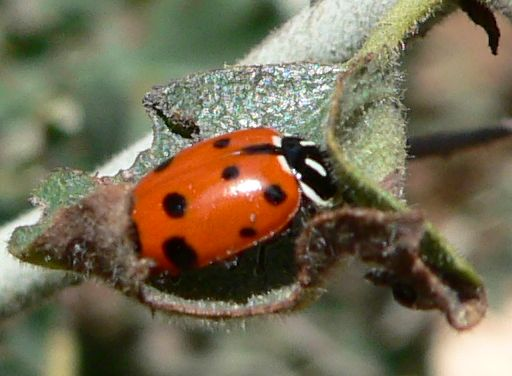
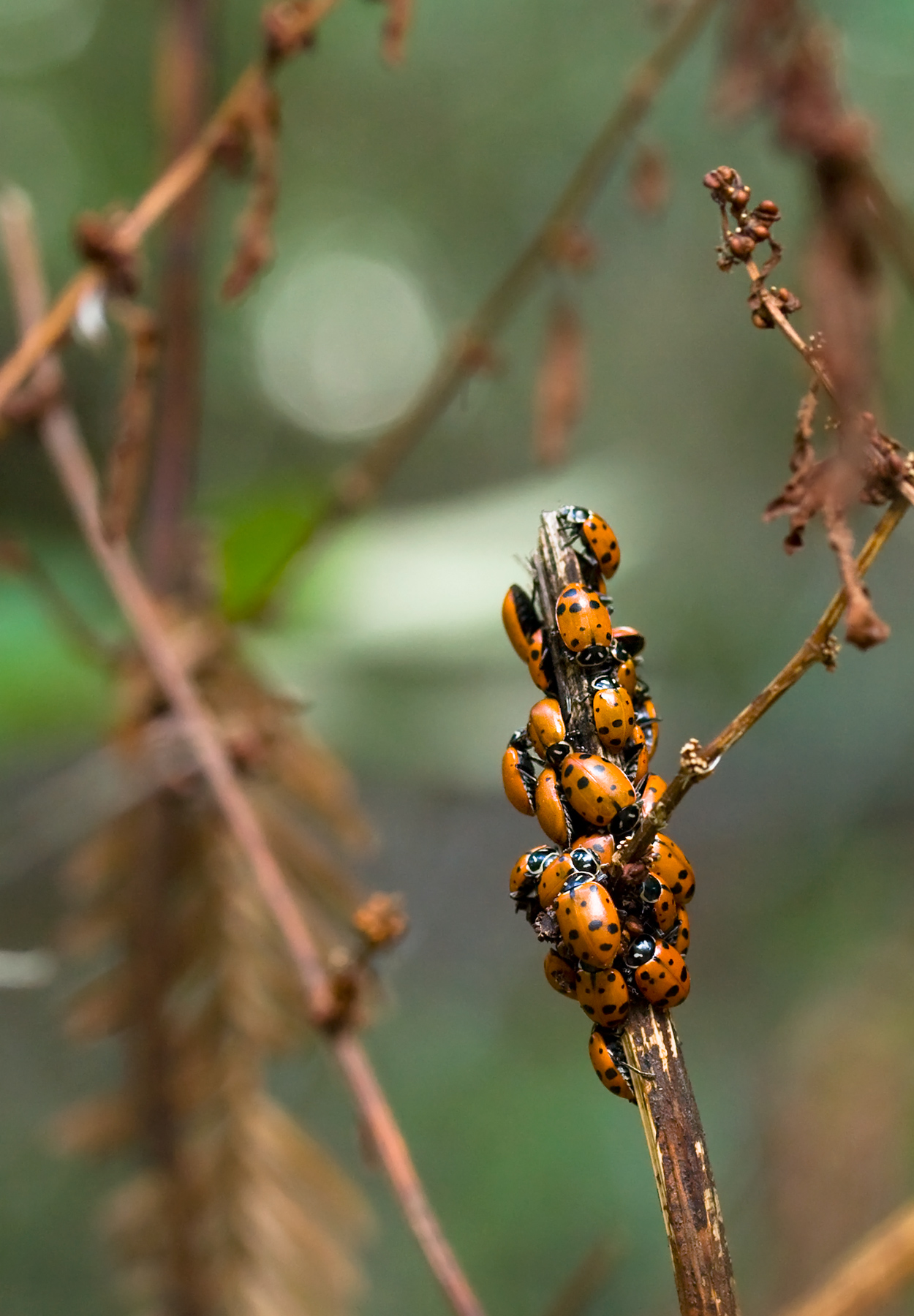
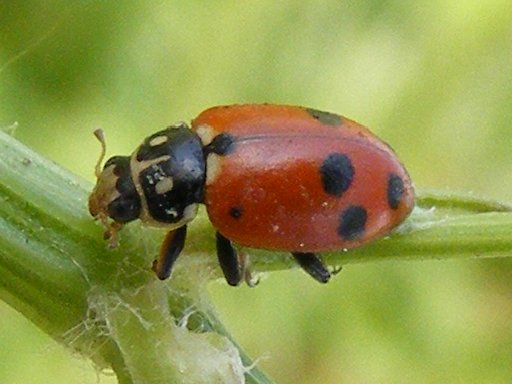
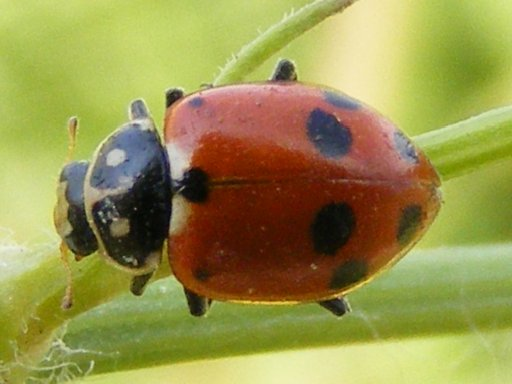